# Jurij Korneev
Jurij Ivanovič Korneev (in russo Юрий Иванович Корнеев?; Mosca, 26 marzo 1937 – Mosca, 17 giugno 2002) è stato un cestista sovietico.

## Carriera
Con l'Unione Sovietica ha disputato due edizioni dei Giochi olimpici (Roma 1960, Tokyo 1964), due dei Campionati mondiali (1959, 1963) e due dei Campionati europei (1959, 1961).

## Palmarès
- Campionato sovietico: 4

CSKA Mosca: 1961-62, 1963-64, 1964-65, 1965-66
- Coppa dei Campioni: 1

CSKA Mosca: 1962-63